# عينونة
عينونة أو عين أُونة وهي واحة تقع على بعد 90 كيلومتر إلى الشمال من محافظة ضباء الواقعة شمال غرب المملكة العربية السعودية، وساحلها يقع على ميناء الأنباط الشهير (لوكي كومي) أو المدينة البيضاء، ولا تزال آثار لوكي كومي باقية في واحة عينونة وتقع قرب العين في المكان المسمى بمغائر الكفار، إلى ساحل البحر الأحمر في المكان المسمى بالخريبة وتوجد فيه آثار إسلامية.

## التسمية
تكلم بطليموس عن (أُوُنة) أنها ميناء في ساحل شمال الجزيرة العربية، ويستشف من كتب البلدانيات أن العين التي تقابل الميناء كانت تسمى عين أونة، ثم ادغمت فصارت عينونة، وبعضهم ينطقها عينونا وبعض الحجاج يسميها عيون القصب لكثرة القصب في مائها الجاري. العين تبعد 4 كيلومتر عن الميناء، وكان يصلها مائها قديماً، حيث توجد آثار قنوات مندفنة، وقد شاهد الويس موزل عند زيارته الخريبة عام 1910 آثار البركة التي تنتهي إليها القناة من العين، ويسمى ميناء عينونة الآن الخريبة.

## التاريخ
عينونة قديمة الذكر في كتب الرحالة والجغرافيين، وقد وردت في شعر كثير من الشعراء، قال ياقوت الحموي: « عَينُ أُنا: ويروى عَينونا وقد ذُكرت بعد هذا ومن قال بهذا قال: أُنا: واد بين الصلاَ ومدينَ وهو على الساحل. وقال السكري. هي قرية يطؤها طريق المصريين إذا حجوا وأنا واد وروي قول كثير:
قلت: ومن المحتمل أنها منزلة ومستوطنة من القرن الرابع الهجري فقد قرأت في تاريخ بغداد قوله: حدثني أحمد بن محمد العتيقي قال توفي أبو العباس النسوي بعينونة ونحن بها في سنة ست وتسعين وثلاثمائة وعينونة منزل بالحجاز بين مكة ومصر»
أما أول من وصفها من مدوني الحجاج فهو ابن رشيد الأندلسي (حج عام 684 هـ) قال وهو يصف طريق عودته من الحج مرافقاً الركب المصري: «وما زلنا نسير منزلا منزلا منها مايسمى لنا ومنها ما لم يسم ,فمما سمي موضع ماء يسمى الوجه وموضع يسمى سلمى وموضع يسمى عيون القصب وهناك كانت تلقانا اوائل القادمين من الشام بالدقيق والتين والخروب»، وقال العبدري الذي مر بها سنة 689 هـ: «عيون القصب وهو ماء جار عذب ولكنه ليس بالكثير ومنبعه من شعب بين جبلين على يسار المتوجه إلى الشرق وفيه الطرفا والبردى كثير وتخالطه رائحة البردى كثيراً وهو من أقرب مياه البرية متناولاً وأقلها كلفة»، أما ابن فضل الله (حج 740 هـ) قال: «وهي عيون سارحة ضعيفة المنبع ينبت عليها القصب وماؤها لا يستطاب وان كان عذباً ويقيم يومه كله ويجد به الحاج هناك رفقاً للغتسال وغسل القماش».

## الاستكشاف
وقعت الهيئة العامة للسياحة والآثار (تغير مسماها إلى الهيئة العامة للسياحة والتراث الوطني) بتمثيل من قطاع الآثار والمتاحف من جهة، وجامعة وارسو البولندية من جهة أخرى، اتفاقية تعاون علمي مشترك لأعمال المسح والتنقيب الأثري في موقع عينونة بمنطقة تبوك، وذلك اليوم الاثنين 3 محرم 1436 هـ الموافق 27 أكتوبر 2014 في الرياض.، وقد أسفرت أعمال الفريق عن الكثير من المعطيات التي مكنت من وضع تسلسل تاريخي لعدد كبير من المواقع، حيث تم تحديد مواقع عصور حجرية قديمة في المناطق الساحلية والداخلية، وكذلك مواقع تعود للعصر الحجري الحديث والعصر النحاسي بناءً على ما تم اكتشافه من أدوات، كما تم تسجيل عدد كبير من الدوائر الحجرية الحلقية وركامات القبور والكهوف وشبكات الري والأفران والمدن والمستوطنات الأثرية، والقلاع، والطرق، والمسالك والدروب التي تعبر أو تتقاطع داخل المنطقة، كما تم تسجيل عدد من المراسي والموانئ، والعديد من النقوش الصخرية، والكتابات، وتم جمع عدد كبير من القطع الأثرية وأنواع متعددة من الفخار.

## انظر ايضاً
- ميناء لويكي كومه
- ميناء إمبلوني